# Simona Theoharova
Simona Theoharova (* 2. November 1986 in Sofia) ist eine deutsch-bulgarische Schauspielerin.

## Leben
In Sofia geboren, wuchs Simona Theoharova in Deutschland auf, zunächst in Wuppertal, dann im niedersächsischen Leeste, wo sie auch die Schule besuchte und in der Oberstufe des Gymnasiums das Fach Darstellendes Spiel belegte. Nach dem Abitur begann Theoharova in Münster ein Studium der Psychologe, das sie 2010 abschloss. Seitdem lässt sie sich künstlerisch ausbilden, neben Schauspieltraining und Camera acting nimmt sie auch Unterricht in Pantomime bei Anke Gerber. Theatererfahrungen sammelte Theoharova bislang unter anderem am Bremer Kulturzentrum Schlachthof, in der Utrechter Theaterkopmagnie Growing up in Public, in Berlin am Theaterlabor, wo sie Nastassja Filippowna in Dostojewskis Der Idiot verkörperte und im Theater der Letzten, wo sie 2013 den Mephisto im Urfaust von Goethe spielte, bei den Spielunken, einem Berliner Improvisationstheater, als dessen Leiterin sie auch fungiert, und bei Tanztheaterprojekten in der Brotfabrik.
Einem breiten Fernsehpublikum wurde Theoharova 2012 in der Rolle der Zwangsprostituierten Jelena in der Dortmunder Tatort-Folge Mein Revier bekannt, es folgten Kino- und Fernsehrollen.
Für ihre tänzerischen Darstellungen erhielt Simona Theoharova bei zwei Ballettwettbewerben 2004 und 2005 Preise in Modern Dance und Hip-Hop. Mit der Improgruppe Spielunken gewann die in Berlin lebende Künstlerin 2015 beim Impro-Cup den Goldenen Knochen.

## Filmografie
- 2011: Chris
- 2012: Tatort – Mein Revier (Fernsehreihe)
- 2015: Der Assi, die Frau Doktor und der kosmische Hug (Kurzfilm)
- 2016: Sissi ohne Franz (Kurzfilm)
- 2016: Deutscher Schauspielerpreis Opener
- 2017: Der rechte Pfad
- 2017: Suspects (AT)
- 2018: Tatverdacht – Team Frankfurt ermittelt (Fernsehserie, Folge Vermisst )
- 2017: MairiM (Kurzfilm)
- 2017: Pfote zum Glück (Webserie)
- 2018: (L)Only (Kurzfilm, auch Regie)
- 2018: SOKO Leipzig – Die Intrige (Fernsehserie)
- 2020: Notruf Hafenkante – Für eine Handvoll Euro (Fernsehserie)
- 2020: Charlotte Link – Die Entscheidung
- 2021: SOKO Stuttgart – Schatzsuche (Fernsehserie)
- 2022: SOKO Potsdam – Fremder Vertrauter (Fernsehserie)
- 2018: Hello Au Revoir
- 2018: The Wicked Path
- 2023: Mit Herz und Holly: Diagnose Neustart (Fernsehserie)
- 2024: Mit Herz und Holly: Lichtblicke
- 2024: Mit Herz und Holly: Kleine Wunder